# 제로법칙의 비밀
《제로법칙의 비밀》(The Zero Theorem)은 2013년 공개된 영국의 루마니아 합작 SF 영화로, 테리 길리엄이 감독이다. 크리스토프 발츠, 멜라니 티에리, 데이비드 슐리스, 루커스 헤지스 등이 출연했다. 은둔하는 컴퓨터 천재가 삶의 의미를 찾기 위한 내용을 그린다.
일각에서는 "브라질 삼부작"의 일부라고 부르고 있지만, 길리엄은 공식적으로 언급한 바 없다. 그럼에도 불구하고, 풍자적 디스토피아 삼부작의 세번째 작품 또는 《브라질》 (1985년)과 《12 몽키즈》 (1995년)를 잇는 "오웰적인 트리프티카"라고 쉽게 여겨진다.
영화 제작은 2012년 10월에 시작되었다.

## 배역
- 크리스토프 발츠 - 코언 레스 역
- 맷 데이먼 - 관리자 역
- 틸다 스윈턴 - 의사 슈링크 롬 역
- 벤 위쇼 - 의사 역
- 산지브 바스카르 - 의사 역
- 피터 스토메어 - 의사 역
- 멜라니 티에리 - 베인즐리 역
- 데이비드 슐리스 - 조비 역
- 루커스 헤지스 - 밥 역
- 잉그리드 비수 - 동료 역
- 마가리타 도일 - 맨컴 컴퓨터라이즈드 립스 역
- 나오미 애버슨 - 레이시 역
- 루퍼트 프렌드 - 광고 속 남자 역
- 에밀 호스티나 - 슬림 클론 역
- 라두 이아코반 - 파티 맨 역
- 튜도르 이스토도르 - 행인 역
- 라두 안드레이 미쿠 - 섹스 샵 소유자 역
- 올리비아 니타 - 여자 손님 역
- 아린 올티누
- 조지 리미스 - 경찰 역
- 룰리아 버디스 - 파티걸 역
- 그웬돌린 크리스티 - 광고 속 여자 역
- 로빈 윌리엄스(카메오)[6]

## 공개
2013년 9월 2일, 제70회 베네치아 국제 영화제에서 프리미어 상영되었다.